# سیارک ۱۰۰۶۰
سیارک ۱۰۰۶۰ (به انگلیسی: 10060 Amymilne، نامگذاری:1988GL) ده هزار و شصتمین سیارک کشف شده‌است که در ۱۲ آوریل ۱۹۸۸ کشف شد.